# بيدرو هنريكي دي سانتانا ألميدا
بيدرو هنريكي دي سانتانا ألميدا هو لاعب كرة قدم برازيلي في مركز الوسط، ولد في 28 مارس 1991 في جيكيي في البرازيل. لعب مع إشتوريل برايا ونادي إنترناسيونال.

## وصلات خارجية
- بيدرو هنريكي دي سانتانا ألميدا على موقع دوري كوريا الجنوبية (الإنجليزية)
- بيدرو هنريكي دي سانتانا ألميدا على موقع قاعدة بيانات كرة القدم.إي يو (الإنجليزية)
- بيدرو هنريكي دي سانتانا ألميدا على موقع Soccerway.com (الإنجليزية)